# Zijnerf

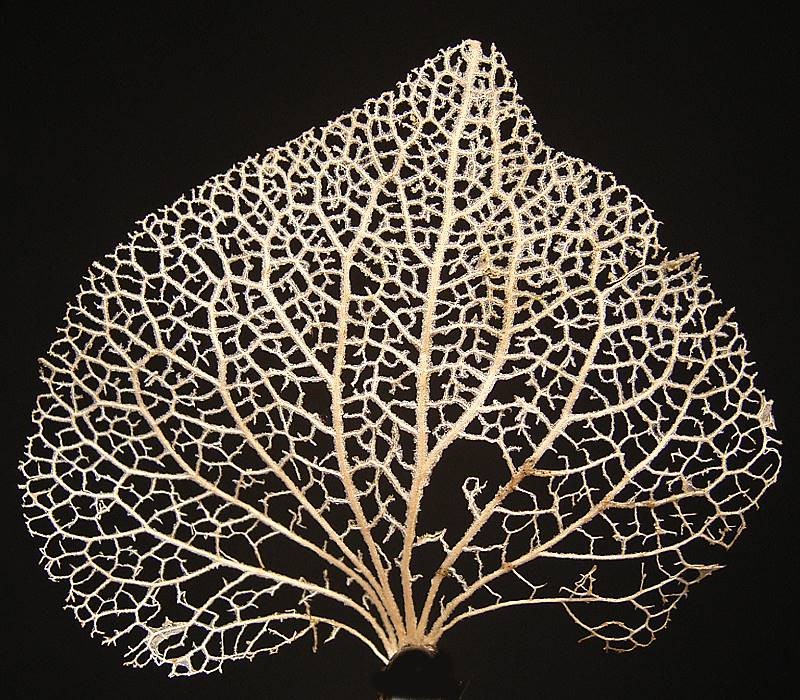
Nerfskelet van een hortensiablad

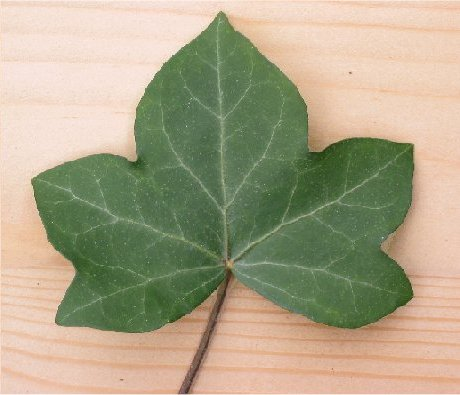
Handnervig blad van klimop met hoofdnerven, zijnerven en aderen

Een zijnerf (nervus lateralis) is een vertakking van de hoofd- of middennerf (costa) van de bladschijf. Het zijn de opvallende nerven die zijdelings uit de hoofdnerf komen. De fijnste nerven, vertakkingen van de zijnerven, heten aderen (vena).

## Zie ook

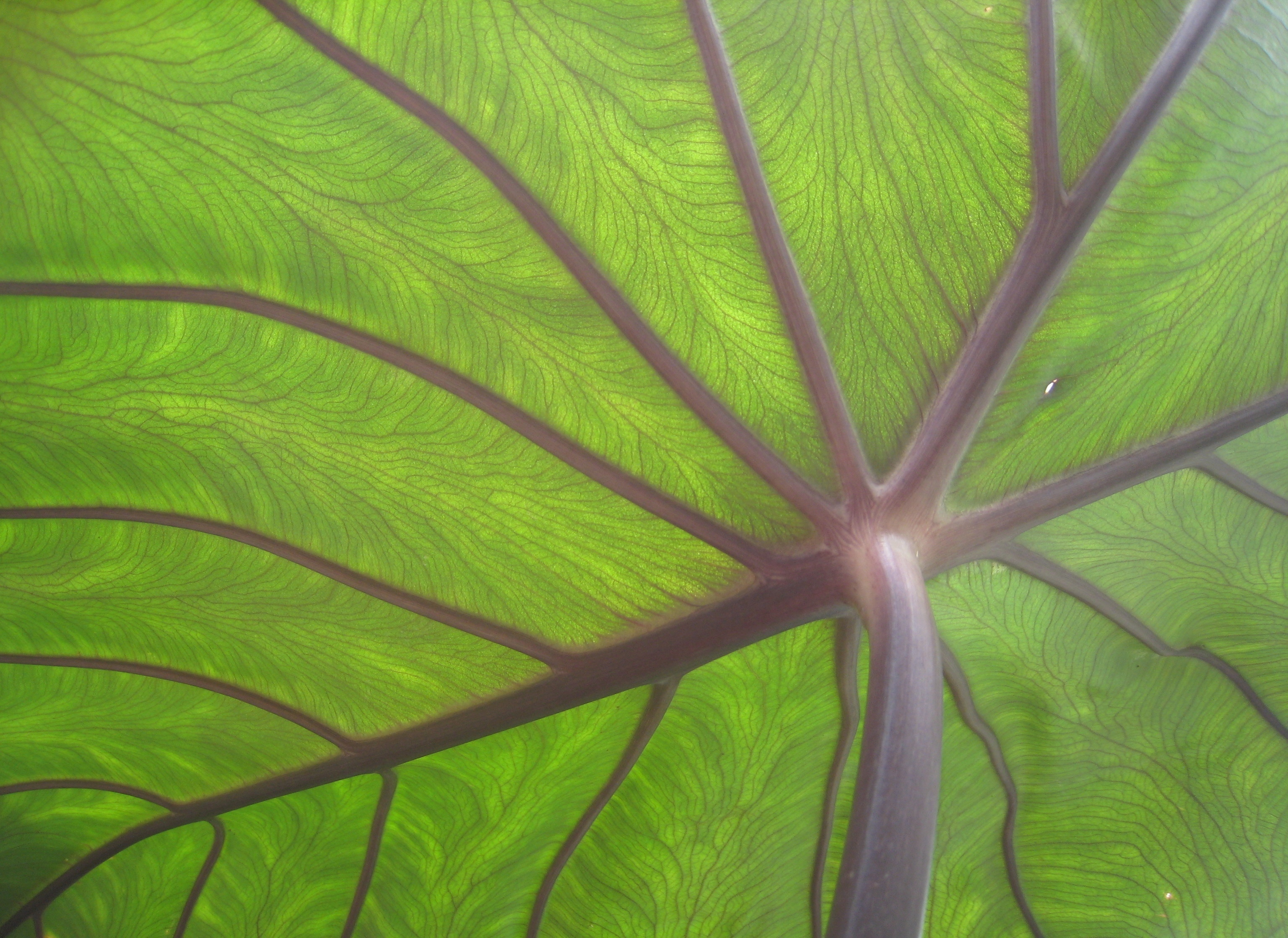
Blad van taro met hoofdnerf, zijnerven en aderen